# Sturmimasiphya ciliata
Sturmimasiphya ciliata là một loài ruồi trong họ Tachinidae.